# Răzvan Sava
Răzvan Sava (Timișoara, 21 de junio de 2002) es un futbolista rumano que juega en la demarcación de portero para el Udinese Calcio de la Serie A.

## Trayectoria
Tras formarse como futbolista en las categorías inferiores de varios equipos italianos, en 2022 fichó por el CFR Cluj y el 14 de agosto de ese año debutó con el primer equipo en la Liga I en un partido contra el FC Botoșani que finalizó con un resultado de 0-1 a favor del conjunto de Botoșani. El 27 de julio de 2023 debutó en la Liga Conferencia de la UEFA contra el Adana Demirspor en un partido que finalizó con un marcador de empate a uno.
El 23 de agosto de 2024 regresó a Italia después de ser traspasado al Udinese Calcio.

## Clubes
| Club           | País    | Año       | Partidos | Goles |
| -------------- | ------- | --------- | -------- | ----- |
| CFR Cluj       | Rumania | 2022-2024 | 59       | 0     |
| Udinese Calcio | Italia  | 2024-     | 13       | 0     |